# Star Wars (Original Motion Picture Soundtrack)
Di seguito Star Wars (Original Motion Picture Soundtrack), la colonna sonora del film Guerre stellari composta e diretta da John Williams.
La colonna sonora è stata eseguita dalla London Symphony Orchestra, la cui partitura è stata registrata in otto sessioni agli Anvil Studios di Denham, in Inghilterra, rispettivamente il 5, 8-12, 15 e 16 marzo 1977. L'album è stato orchestrato da Williams, Herbert W. Spencer, Alexander Courage, Angela Morley, Arthur Morton e Albert Woodbury. Inoltre la colonna sonora è stata registrata dal tecnico di registrazione Eric Arthur Tomlinson e montata da Kenneth Wannberg; le sessioni di registrazione sono state prodotte dal regista del film George Lucas e supervisionate da Lionel Newman, capo del dipartimento musicale della 20th Century Fox.
L'album è stato pubblicato per la prima volta nel 1977 come Star Wars – Original Soundtrack dall'etichetta discografica 20th Century Fox Records. Negli anni è stato ripubblicato anche come Star Wars Episode IV: A New Hope (Original Motion Picture Soundtrack) e Star Wars: A New Hope (Original Motion Picture Soundtrack).

## Storia

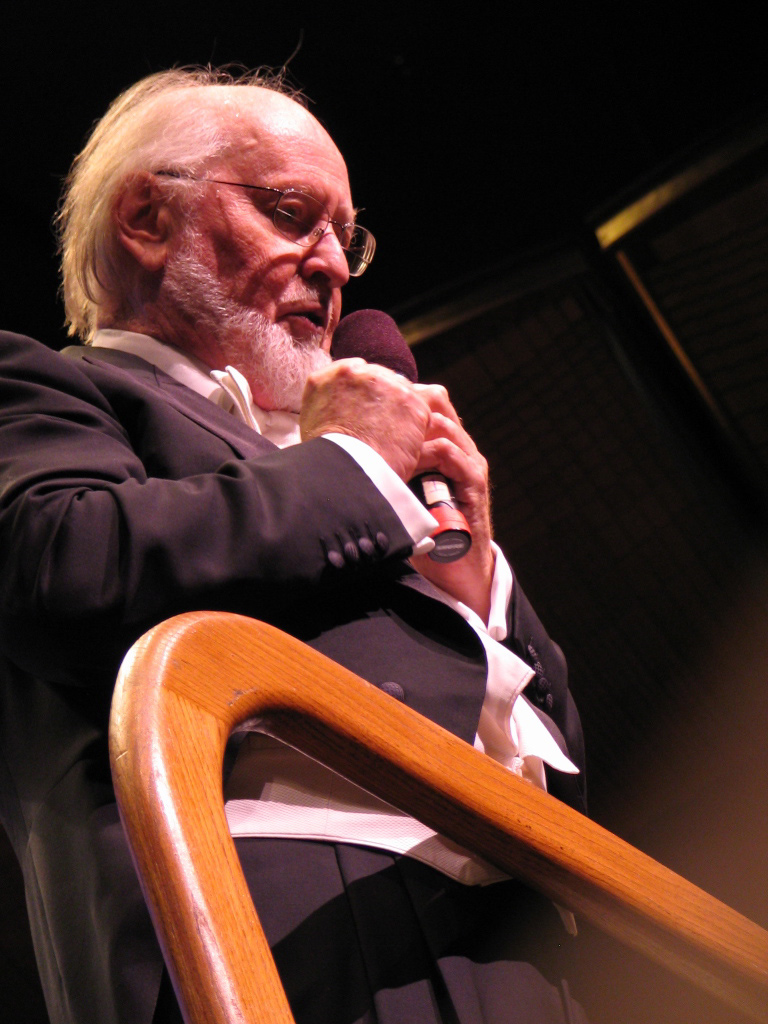
Il compositore John Williams

L'intera colonna sonora dell'episodio è stata composta da John Williams (che comporrà le colonne sonore anche degli altri film appartenenti alla saga). L'idea di Lucas per Guerre Stellari era quella di una partitura di carattere operistico, che utilizzasse diversi stili musicali, derivati principalmente dagli idiomi del tardo romanticismo di Richard Strauss e dai lavori di Erich Korngold e Max Steiner, autori musicali molto apprezzati da questi. Williams comunque si distacca per la realizzazione dell'opera dai suggerimenti e desideri di Lucas e si ricollega a Holst, Walton, Puccini e Stravinsky, creando musiche di stampo classico. Ogni traccia musicale è perfettamente predisposta per tutte le scene della pellicola, sia per le scene di battaglia nello spazio, sia per quelle in cui si devono traspirare i sogni e le speranze dei protagonisti, trasformando il tutto in un connubio tra immagini e suoni che ha sicuramente garantito il successo del film.

## Versione originale del 1977
La versione originale del 1977 della colonna sonora, intitolata Star Wars - Original Soundtrack, includeva un poster di un dipinto dell'artista di fantascienza John Berkey, che traeva la battaglia finale sulla Morte Nera avvenuta alla fine del film. L'album fu pubblicato, dalla 20th Century Fox Records, come album doppio, formattato per un giradischi con cambio automatico; un disco conteneva i lati A e D e l'altro i lati B e C. In questo modo si potevano impilare i lati uno e due sul lettore e poi capovolgere la pila per i lati tre e quattro, consentendo all'ascoltatore di avere più di mezz'ora di musica ininterrotta prima di dover capovolgere i dischi.

### Tracce[2]
Per la colonna sonora originale, Williams selezionò 75 minuti su 88 minuti di musica. Per garantire la varietà musicale, non ha seguito l'ordine cronologico del film.
Questo elenco di tracce è stato mantenuto anche dalla pubblicazione in album doppio della Sony Classical Records nel 2016 e dalle pubblicazioni in album doppio e in CD della Walt Disney Records rispettivamente nel 2017 e nel 2018.
Disco 1 - Lato A
1. Main Title – 5:20
2. Imperial Attack – 6:10
3. Princess Leia's Theme – 4:18
4. The Desert and the Robot Auction – 2:51

Disco 2 - Lato B
1. Ben's Death and TIE Fighter Attack – 3:46
2. The Little People Work – 4:02
3. Rescue of the Princess – 4:46
4. Inner City – 4:12
5. Cantina Band – 2:44

Disco 2 - Lato C
1. The Land of the Sandpeople – 2:50
2. Mouse Robot and Blasting Off – 4:01
3. The Return Home – 2:46
4. The Walls Converge – 4:37
5. The Princess Appears – 4:04

Disco 1 - Lato D
1. The Last Battle – 12:05
2. The Throne Room and End Title – 5:28

Durata totale album: 74:50

## Edizione speciale (1977)
Nel 1977 la RCA Victor ha distribuito un'edizione speciale della colonna in un cofanetto CD contenente due dischi.

### Tracce
Disco uno
1. 20th Century Fox Fanfare (Alfred Newman (1954)) – 0:23
2. Main Title / Rebel Blockade Runner – 2:14
3. Imperial Attack – 6:43
4. The Dune Sea of Tatooine / Jawa Sandcrawler – 5:01
5. The Moisture Farm – 2:25
6. The Hologram/Binary Sunset – 4:10
7. Landspeeder Search / Attack of the Sand People – 3:20
8. Tales of a Jedi Knight / Learn About the Force – 4:29
9. Burning Homestead – 2:50
10. Mos Eisley Spaceport – 2:16
11. Cantina Band – 2:47
12. Cantina Band #2 – 3:56

Disco uno - Tracce bonus
1. Binary Sunset (Alternate) – 2:19 – [N 2]

Durata totale tracce bonus (compreso il silenzio e la traccia fantasma): 17:00
Disco due
1. Princess Leia's Theme – 4:27
2. The Millennium Falcon / Imperial Cruiser Pursuit – 3:51
3. Destruction of Alderaan – 1:32
4. The Death Star / The Stormtroopers – 3:35
5. Wookiee Prisoner / Detention Block Ambush – 4:01
6. Shootout in the Cell Bay / Dianoga – 3:48
7. The Trash Compactor – 3:07
8. The Tractor Beam / Chasm Crossfire – 5:18
9. Ben Kenobi's Death / Tie Fighter Attack – 3:51
10. The Battle of Yavin – (divisa in Launch From The Fourth Moon, X-Wings Draw Fire e Use The Force) – traccia fantasma[N 4]
11. The Throne Room / End Title – 5:38

Durata totale album (escluso traccia silenzio e le tracce fantasma): 82:01

## Accoglienza
| Recensione | Giudizio |
| ---------- | -------- |
| AllMusic   |          |
| Filmtracks |          |
| Movie Wave |          |

Divenendo un portatore di una nuova modernizzazione musicale e conosciuto come "Johnny Williams", il futuro grande compositore agli inizi degli anni settanta si distacca dal genere pop per dedicarsi completamente alle opere orchestrali e classiche, per poi raggiungere la fama grazie all'album discografico del film Guerre stellari, talmente apprezzato (e popolare nelle classifiche) dal pubblico da creare dal tema musicale del film una versione disco dance registrata su un disco LP selvaggiamente abbracciato e sentito spesso nei club per un intero anno dopo l'uscita della pellicola.
Williams e la sua opera sono stati apprezzati diverse volte negli anni, non solo dal pubblico ma anche dalla critica, venendo elogiato così:
La colonna sonora di questo film è l'unica della prima triolgia in cui non è presente il tema di Lord Dart Fener, La Marcia Imperiale, introdotto a partire da L'Impero colpisce ancora ed usato in seguito anche nella seconda trilogia.